# Лейкв'ю (Небраска)
Лейкв'ю (англ. Lakeview) — переписна місцевість (CDP) в США, в окрузі Платт штату Небраска. Населення — 378 осіб (2020).

## Географія
Лейкв'ю розташований за координатами 41°29′59″ пн. ш. 97°22′39″ зх. д. / 41.49972° пн. ш. 97.37750° зх. д. (41.499721, -97.377516).  За даними Бюро перепису населення США в 2010 році переписна місцевість мала площу 1,58 км², уся площа — суходіл.

## Демографія
Згідно з переписом 2010 року, у переписній місцевості мешкало 317 осіб у 108 домогосподарствах у складі 92 родин. Густота населення становила 201 особа/км².  Було 109 помешкань (69/км²).
Расовий склад населення:
| - 98,4 % — білих - 0,9 % — чорних або афроамериканців |

До двох чи більше рас належало 0,3 %. Частка іспаномовних становила 0,6 % від усіх жителів.
За віковим діапазоном населення розподілялося таким чином: 30,9 % — особи молодші 18 років, 55,2 % — особи у віці 18—64 років, 13,9 % — особи у віці 65 років та старші. Медіана віку мешканця становила 40,5 року. На 100 осіб жіночої статі у переписній місцевості припадало 94,5 чоловіків;  на 100 жінок у віці від 18 років та старших — 95,5 чоловіків також старших 18 років.
Середній дохід на одне домашнє господарство  становив 88 726 доларів США (медіана — 77 639), а середній дохід на одну сім'ю — 90 970 доларів (медіана — 79 167). За межею бідності перебувало 10,0 % осіб, у тому числі 29,2 % дітей у віці до 18 років та 0,0 % осіб у віці 65 років та старших.
Цивільне працевлаштоване населення становило 159 осіб. Основні галузі зайнятості: освіта, охорона здоров'я та соціальна допомога — 34,6 %, роздрібна торгівля — 19,5 %, публічна адміністрація — 11,3 %, фінанси, страхування та нерухомість — 10,7 %.